# Gejša (film)
Gejša (izvirni angleški naslov Memoirs of a Geisha) je drama, posneta po istoimenskem romanu, avtorja Arthurja Goldena.
Film je izšel leta 2005 in je osvojil tri oskarje: za umetniško režijo, za kinematografijo in za kostumografijo.